# Ulster Canal
L'Ulster Canal (in gaelico irlandese Canáil Uladh) è un canale artificiale in disuso che collega il Lough Neagh al Lough Erne ed è lungo 74 km.
Il canale è costituito da 26 chiuse ed è stato costruito tra il 1825 e il 1842, venne poco utilizzato e nel 1931 venne abbandonato completamente, tuttora ci sono molti tratti dove non è presente neppure l'acqua. L'Ulster Canal attraversa quattro contee dell'Ulster, tre in Irlanda del Nord (Tyrone, Armagh e Fermanagh) e una in Irlanda (Monaghan).

## Principali paesi attraversati
Lista di paesi attraversati dal Lough Neagh al Lough Erne:
- Clonmore
- Blackwatertown
- Tynan
- Middletown
- Monaghan
- Smithborough
- Clones
- Derrygoas
- Gotnacarrow

## Galleria d'immagini

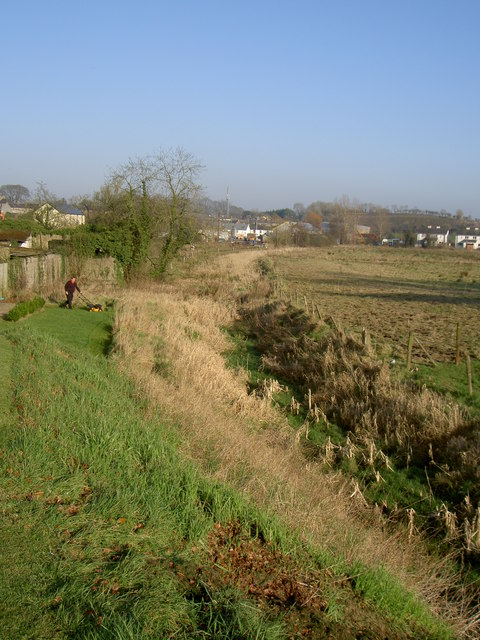
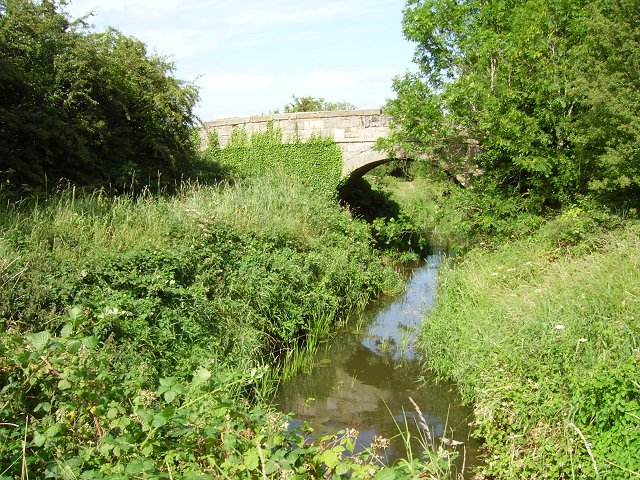
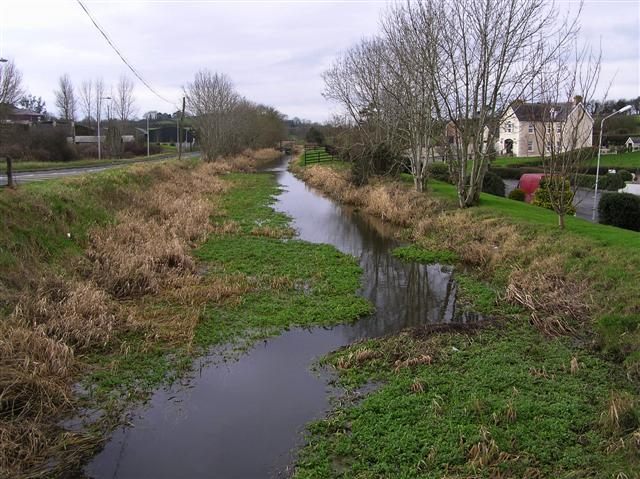
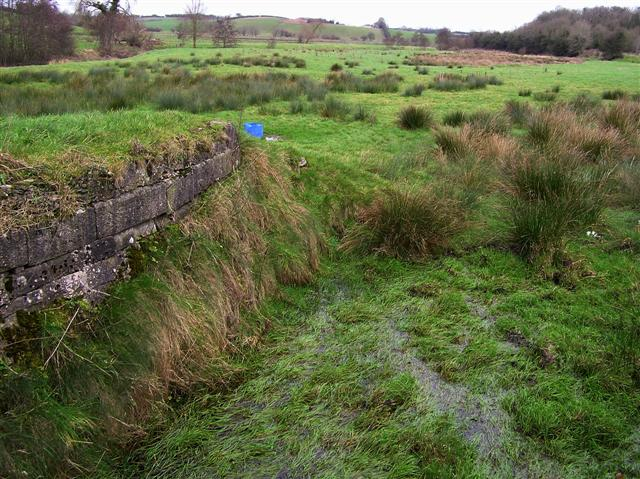
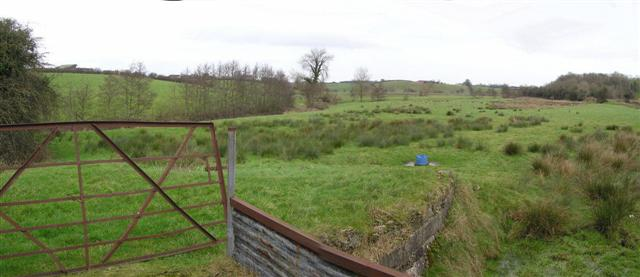
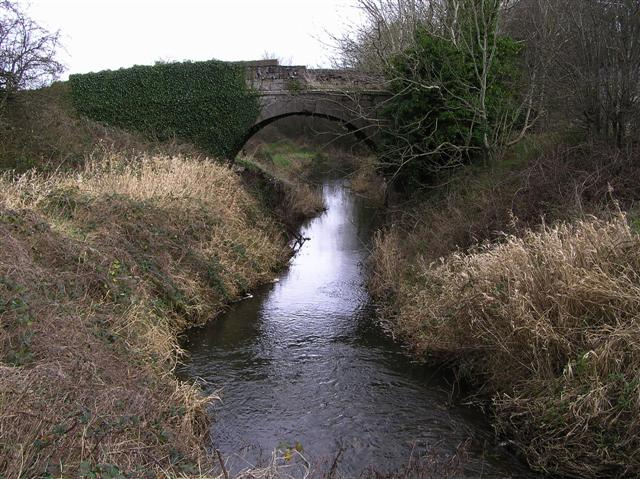

## Fonti
- BBC Schools - Canals, su bbc.co.uk.
- The Ulster Canal: abandon it now, su irishwaterwayshistory.com.